# Giulio Cesare Mariconda
Giulio Cesare Mariconda (XVI secolo – Trivento, 1606) è stato un vescovo cattolico italiano.

## Biografia
Fu eletto alla sede di Trivento da papa Gregorio XIII nel 1582. Fu artefice del restauro del palazzo vescovile e della cattedrale. Accrebbe il numero dei canonici e dei curiali. Aprì il seminario, fra i primi in Italia. Spesso confuso con l'altrettanto famoso Alfonso Mariconda, ma di oltre un secolo più recente, ricevette, dalle suore di Rosello, una reliquia storica: una sacra spina della corona del Salvatore, ora conservata nel museo diocesano, in una teca d'argento e di cristallo, ed esposta durante la Quaresima. 
Morì nel 1606.